# La Valle (Wisconsin)
Pour les articles homonymes, voir La Valle.
La Valle est un village du comté de Sauk, dans l'État du Wisconsin, aux États-Unis. En 2020, il comptait une population de 1 420 habitants.